# Trollenäs slott
Trollenäs slott, före 1770 Näs är ett slott i  Trollenäs i Trollenäs socken i Eslövs kommun. Slottet består av en trevånings huvudbyggnad och flyglar i två våningar. På den fjärde sidan finns en öppen borggård där huvudingången leder genom en rund tornbyggnad. På huvudbyggnadens västsida finns ett fyrkantigt torn. Från dess veranda leder en bred trappa ned till den omgivande trädgården.
Trollenäs hette ursprungligen Näs, efter sitt läge mellan två bäckar.
Slottet är öppet för allmänheten. I parken finns ett café. Intill slottet ligger Näs gamla kyrka.

## Historia
Trollenäs är känt sedan 1300-talet och har ägts av två ätter, Thott och Trolle. År 1559 började det nuvarande slottet byggas av Tage Ottesen Thott och tillhörde hans ätt till 1682. Då kom det genom byte till Niels Trolles änka, Helle Rosenkrantz. Hennes sonson Fredrik Trolle gjorde Trollenäs och Fulltofta till fideikommiss för sin sonson Fredrik Trolle och dennes arvingar. Vid fideikommissets instiftande bytte Näs namn till Trollenäs. Egendomen är överförd till Trollenäs Gods AB och ägs fortfarande av familjen Trolle.
I slutet av 1800-talet förvandlades det till ett franskinspirerat renässansslott av den danske arkitekten Ferdinand Meldahl. Interiörens omvandling anförtroddes slottsarkitekten Agi Lindegren från Stockholm.
Sedan 1973 är lantmästare Nils Trolles son, Ulf Trolle, verkställande direktör.

## Sägen
Enligt gamla sägner är ätten Trolles stamfar den ondskefulle hedningen Gunnar Gröpe (gröp=grym) som levde på 900-talet. De sades att han på nätterna förvandlades till varulv. Gröpe låg i ständig fejd med trollet Skratte som han till slut lyckades hugga huvudet av. Därav ättens namn och vapen  med ett huvudlöst troll på skölden. På Trollenäs ska både Gröpe och trollet Skratte ha återfötts i olika gestalter genom århundradena. Gröpe tar oftast skepnaden av en stor svart hund med lysande ögon som brukar hugga mot strupen, oftast visar sig hunden nere i källaren.

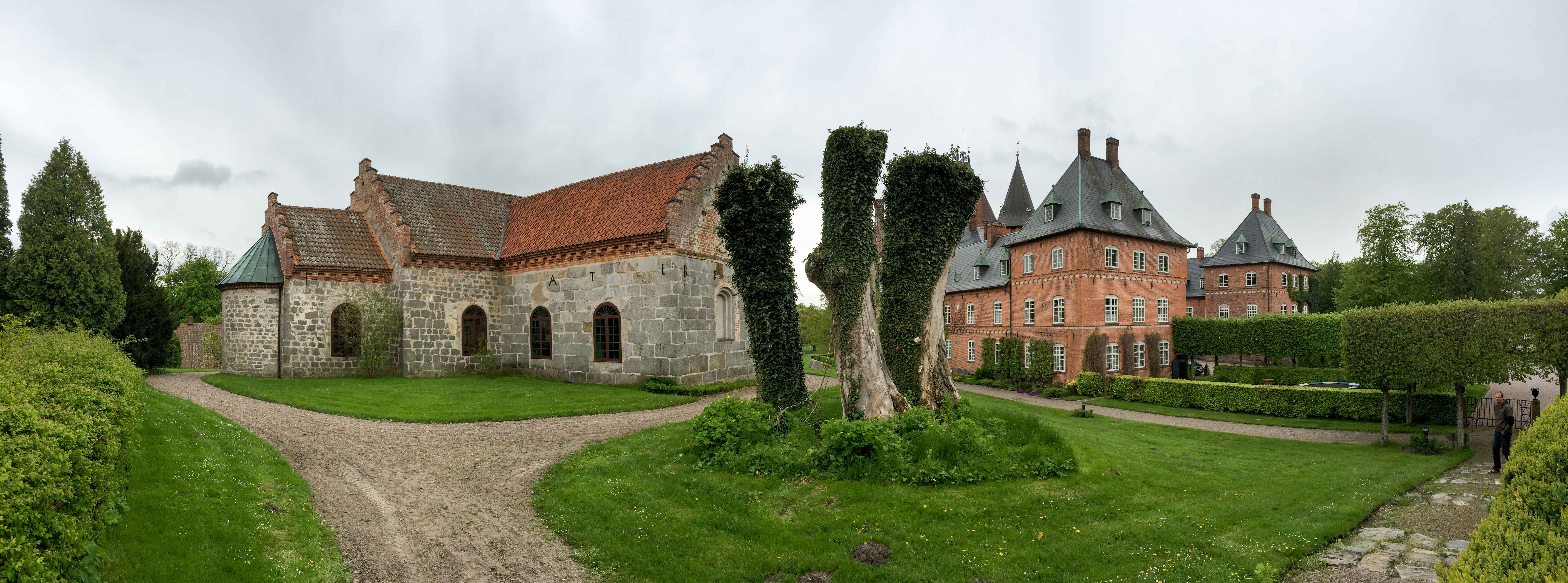
Näs kyrka och Trollenäs slott